# Lago de Annecy
El lago de Annecy (del francés: lac d'Annecy) es un lago de Alta Saboya, al este de Francia. Es famoso por ser uno de los lagos más limpios del mundo. Además es el segundo lago más grande de Francia tras el lago del Bourget, exceptuando la parte francesa del lago Lemán.
El lago se formó hace 18 000 años, durante el deshielo de los grandes glaciares alpinos.
Es alimentado por varios ríos pequeños, nacidos en las montañas próximas (Ire, Eau morte, Laudon, Bornette y Biolon), y por una potente fuente subacuática, el Boubioz, que nace a 82 m de profundidad.
Está rodeado: al este por el macizo de los Bornes; al oeste, por el macizo de los Bauges; al norte, por la aglomeración de Annecy; y al sur, por un amplio valle.
El lago expulsa su exceso de agua al río Thiou y al canal del Vassé, que se unen y alimentan el río Fier, a 1500 m al norte de Annecy, que finalmente se une al río Ródano.
Es un lugar turístico muy atractivo, conocido por sus actividades náuticas.

## Atracciones

### La fiesta del Lago
La más conocida es La Fiesta del Lago, un gran espectáculo pirotécnico que dura hora y media acompañado por un tema musical. Tiene lugar el primer sábado de agosto. Se instalan tribunas aunque es visible desde una gran cantidad de puntos diferentes.
El origen de esta fiesta se remonta a la adhesión de Saboya a Francia, que dio lugar a la aparición de los departamentos de Saboya y Alta Saboya. Cuando del 29 al 31 de agosto de 1860, Napoleón III y su mujer vinieron a Annecy, se organizó una majestuosa fiesta que dio lugar al espectáculo de la actualidad.
El tema de 2005 es "Canciones de amor".

### Observatorio regional de los lagos alpinos
Se encuentra en el Museo Castillo de Annecy, dentro del casco viejo. Es una exposición permanente sobre los lagos alpinos y especialmente sobre el Lago de Annecy. Poseen amplia información sobre su fauna, flora, pueblos, etc.

### Los pintores y el lago
El lago de Annecy, por su situación entre elevadas cumbres alpinas y sus efectos de luces, ha despertado siempre un gran interés entre los pintores. El cuadro más conocido es El Lago Azul, de Paul Cézanne.

## El medio ambiente

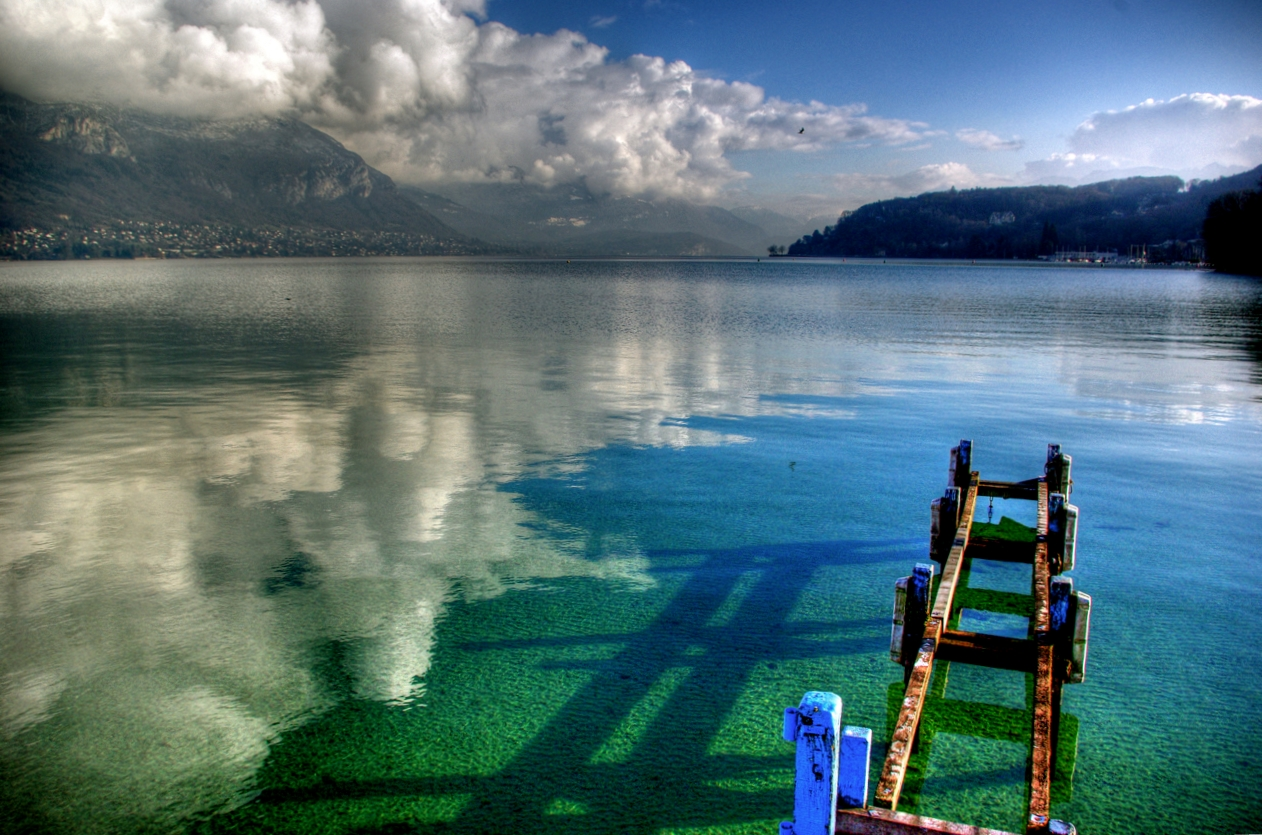
Lago de Annecy

Utilizado para verter los desechos de los municipios de alrededor y amenazado de eutrofización ("sopa verde") por las algas, a partir de 1950 se tomó constancia del progresivo deterioro del lago y se crearon medidas destinadas a protegerlo.
Especialmente participativo fue el doctor Paul Servettaz, que consiguió movilizar a ocho municipios para proteger el lago. Crearon pues en 1957 el SILA (Sindicato Intercomunal del Lago de Annecy), que se transformó en 2001 en el Sindicato Mixto del Lago de Annecy, y que reúne a 113 comunas.
En 1957 se ideó y se llevó a cabo un plan para construir colectores y estaciones de depuración. En 1994 se instaló otro centro de descontaminación. Hoy en día solo recibe el agua de la lluvia y de los torrentes colindantes.